# Marina di Gioiosa Ionica
Marina di Gioiosa Ionica est une commune italienne de la province de Reggio de Calabre, dans la région Calabre.

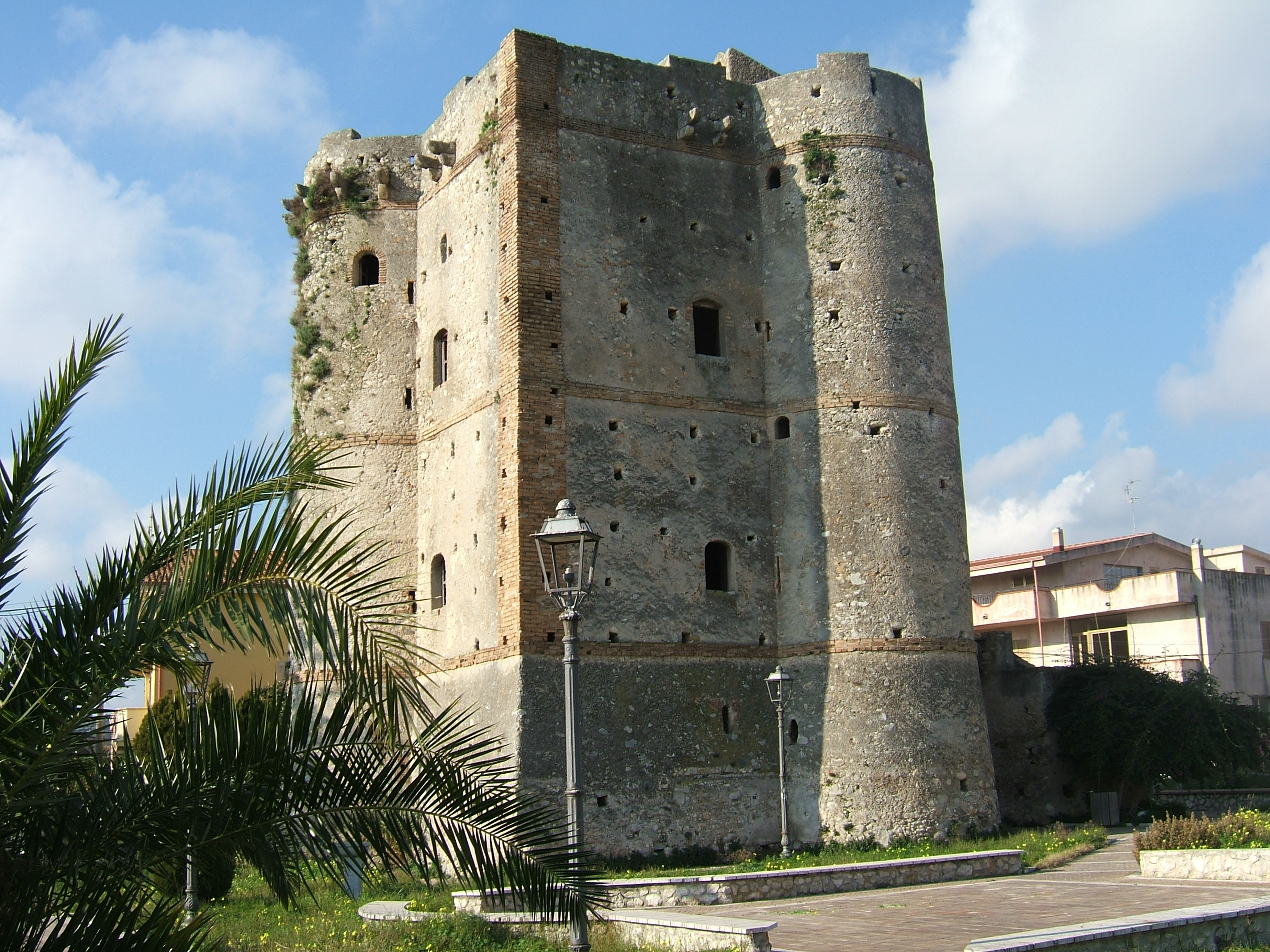
La Tour Galea.

## Histoire

### Archéologie
- Le Théâtre gréco-romain de Marina di Gioiosa Ionica (IIe siècle av. J.-C.).

## Administration
| Période                                  | Période | Identité | Étiquette | Qualité |
| ---------------------------------------- | ------- | -------- | --------- | ------- |
|                                          |         |          |           |         |
| Les données manquantes sont à compléter. |         |          |           |         |

### Hameaux
Junchi, Camocelli superiore, Camocelli inferiore.

### Communes limitrophes
Gioiosa Ionica, Grotteria, Roccella Ionica, Siderno.